# Bial-Probe
Die Bial-Probe (genannt auch Orcin-Test) ist ein spezifischer Test für Pentosen. Die Reaktion geht auf Manfred Bial (1869–1908) zurück.

## Durchführung und Reaktion
Das Bial-Reagenz ist eine Lösung von Orcin und FeCl3 in konzentrierter Salzsäure. Der Test ist positiv, wenn sich nach Zugabe von Bial-Reagenz zum Kohlenhydrat und nach Erhitzen eine grün-blaue Färbung einstellt. Pentosen, beispielsweise Ribose, bilden unter Einwirkung starker Mineralsäuren Furfural (Furancarbaldehyd). Die Färbung entsteht durch einen sich bildenden Eisenkomplex im Zusammenwirken mit Orcin. Hexosen geben erst bei längerer Hitzeeinwirkung eine positive Reaktion.

## Reaktion mit Desoxyribosen
Aus 2-Desoxyribose bildet sich in saurem Medium 3-Acetylacrolein. Dieses reagiert mit 3,5-Dihydroxytoluol (Orcin) im Sinne einer aldolartigen Aldehyd-Phenol-Kondensation über eine zwischengeschaltete Oxidation zu einer Reihe violetter und blauer Farbstoffe. Die Hauptkomponenten wurden als 9-(2-Acetylvinyl)-dimethyl-hydroxy-3-isoxanthon und 1-(Dimethyl-3-isoxanthonyl)-2-[(dimethyl-dihydroxy-9-methyl-xanthenyl)-9]-ethen charakterisiert.